# Stockholzgraben (Jagst)
Der Stockholzgraben ist ein Bach auf der Teilortgemarkung von Walxheim der Gemeinde Unterschneidheim im Ostalbkreis im nordöstlichen Baden-Württemberg, der nach weniger als drei Kilometern südlichen Laufs südwestlich des Dorfes Walxheim von rechts in die hier noch viel kürzere Jagst mündet.

## Geographie

### Verlauf
Der Stockholzgraben entsteht etwa 0,7 km nordöstlich des östlichsten Weilers Buchhausen der Stadt Ellwangen auf etwa 534 m ü. NHN gerade eben jenseits der Stadtgrenze zur Gemarkung Walxheim der Gemeinde Unterschneidheim. Er beginnt seinen Lauf in einer schmalen Wiesenaue zwischen zwei Wäldern, deren größerer nordöstlicher den Namen Stockholz trägt. Das Gewässer hat keine merkliche Quelle, sondern beginnt als anfangs unscheinbarer, schnurgerade nach Südosten ziehender Graben in einer Wiese.
Nachdem es nach etwa einem halben Kilometer die Waldenge verlassen hat, fließt es in nur leicht geschwungenem Lauf von nun an etwa südwärts, selten durch mehr als allenfalls einen schmalen Wiesenstreifen von Feldern getrennt. Nach etwa anderthalb Kilometern ab dem Ursprung unterquert der Stockholzgraben, nachdem er sich vor deren Damm zu einem winzigen Tümpel verbreitert hat, die Buchhausen auf dem rechten mit Walxheim auf dem linken Hang verbindende Kreisstraße K 3213; ein Anwesen in Außenlage von Walxheim steht hier am Ufer. 
Einen halben Kilometer abwärts fließt aus dem Nordosten der Pfahlgraben zu, wie auch der Stockholzgraben selbst ein fast gehölzfreier Flurgraben mit einer geringeren Länge von 1,1 km, der ein Teileinzugsgebiet von etwa 0,8 km² beiträgt und der einzige Zufluss von einiger Bedeutung ist. Nach einem weiteren halben Kilometer mündet der Stockholzgraben schließlich etwa 0,8 km südwestlich der Ortsmitte von Walxheim von rechts und Norden auf etwa 516 m ü. NHN in die hier selbst erst weniger als 150 Meter lange Jagst, die offiziell an einem durch ein Schild als Jagst-Quelle ausgewiesenen, spärlich schüttenden Brunnen am linken unteren Talhang auf etwa 519 m ü. NHN ihren Lauf beginnt. Hydrologisch ist dagegen das hier behandelte Gewässer der bei weitem bedeutendere Oberlauf des Flusses.
Der Stockholzgraben ist 2,5 km lang und fällt auf dieser Strecke um etwa 15 Höhenmeter, dies entspricht einem mittleren Sohlgefälle von nur etwa 6 ‰, was etwa dem geologischen Schichtenfallen entspricht. Er läuft stets merklich näher an der östlichen Wasserscheide.

### Einzugsgebiet
Das Einzugsgebiet des Stockholzgrabens ist etwa 2,5 km² groß und liegt, naturräumlich betrachtet, im Unterraum Pfahlheim-Rattstädter Liasplatten des Vorlandes der östlichen Schwäbischen Alb. Diese Schwarzjura-Platte zeigt wenig Profil, die größte Erhebung an der Nordspitze des Einzugsgebietes erreicht nur etwa 548 m ü. NHN.
Das über die Jagst zu Neckar, Rhein und Nordsee entwässernde Gebiet grenzt an der Ostseite auf dem wenig prominenten Höhenrücken vom Stockholz im Nordosten bis nach Walxheim im Südosten an das Einzugsgebiet der Schneidheimer Sechta, die hier über ihre rechten Zuflüsse Westeregraben und Aalbach konkurriert und deren Abfluss über Eger, Wörnitz und Donau das Schwarze Meer erreicht. Die östliche Wasserscheide ist damit ein Abschnitt der Europäischen Hauptwasserscheide. 
Hinter der hydrologisch weniger bedeutenden im Westen führt der Weihergraben die Niederschläge über die Röhlinger Sechta weiter abwärts dagegen ebenfalls der Jagst zu.  
Etwas über ein Fünftel des Einzugsgebietes besteht aus Wald, es steht im Norden beidseits der sich noch über den Ursprung aufwärts fortsetzende Wiesenaue, deutlich weniger davon südsüdwestlich von Buchhausen ebenfalls an der Wasserscheide. In der offenen, ziemlich ausgeräumten Flur dominieren die Felder das Bild.
Der Stockholzgraben verläuft ganz in der Walxheimer Teilortgemarkung der Gemeinde Unterschneidheim, die auch den überwiegenden Teil des Einzugsgebietes umfasst. Um Buchhausen im Nordwesten gehört davon ein gutes Viertel zur Pfahlheimer Stadtteilgemarkung von Ellwangen. Die Besiedlung darin beschränkt sich auf ein bis zwei Anwesen von Bruchhausen und das bei der Verlaufsbeschreibung erwähnte eine Anwesen von Walxheim direkt am Lauf.

### Zuflüsse und Seen
- Pfahlgraben, von rechts und Nordwesten auf etwa 519 m ü. NHN[LUBW 1] gegenüber Walxheim  auf dem Gegenhang, 1,1 km[LUBW 2] und ca. 0,8 km².[LUBW 3] Entsteht auf etwa 532 m ü. NHN[LUBW 1] etwa einen halben Kilometer südlich von Buchhausen an der Gemarkungsgrenze zu Ellwangen. Verläuft meist nahe an Graswegen.
- Im Mündungsdreieck zur Jagst liegt ein 0,1 ha[LUBW 5] großer Teich, der aber wohl zum offiziellen Jagst-Oberlaufast hin entwässert.

### LUBW
Amtliche Online-Gewässerkarte mit passendem Ausschnitt und den hier benutzten Layern: Lauf und Einzugsgebiet des Stockholzgrabens

Allgemeiner Einstieg ohne Voreinstellungen und Layer: Daten- und Kartendienst der Landesanstalt für Umwelt Baden-Württemberg (LUBW) (Hinweise)
1. 1 2 3 4 5  Höhe nach dem Höhenlinienbild auf dem Hintergrundlayer Topographische Karte.
2. 1 2  Länge nach dem Layer Gewässernetz (AWGN).
3. 1 2  Einzugsgebiet abgemessen auf dem Hintergrundlayer Topographische Karte.
4. ↑  Länge abgemessen auf dem Hintergrundlayer Topographische Karte.
5. ↑  Seefläche nach dem Layer Stehende Gewässer.

### Andere Belege
1. ↑  Hansjörg Dongus: Geographische Landesaufnahme: Die naturräumlichen Einheiten auf Blatt 171 Göppingen. Bundesanstalt für Landeskunde, Bad Godesberg 1961. → Online-Karte (PDF; 4,3 MB)
2. ↑  Geologie grob nach: Mapserver des Landesamtes für Geologie, Rohstoffe und Bergbau (LGRB) (Hinweise)